# Balletto

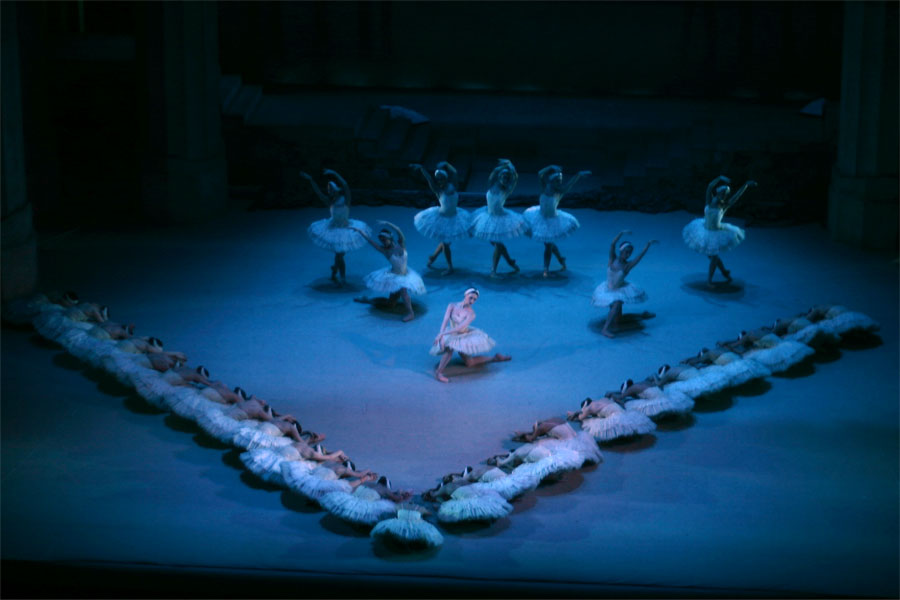
Il lago dei cigni – Atto 4: coreografia di Petipa e Nureev, musica di Pëtr Il'ič Čajkovskij. Produzione della Vienna State Opera Ballet – 2004.

Il balletto è un particolare tipo di rappresentazione coreografica che nasce a partire dal primo Rinascimento  dalle composizioni dei maestri di ballo presso le corti signorili italiane e francesi.
Con le successive evoluzioni, il termine balletto oggi comprende un'ampia varietà di rappresentazioni sceniche di un dramma visivo svolto per mezzo di danza e pantomima, spesso accompagnato da musica e interpretato da danzatori secondo una coreografia predeterminata. Comunemente con il generico termine balletto o balletto classico ci si riferisce anche al balletto moderno evolutosi dalla scuola di San Pietroburgo in particolare attraverso l'esperienza dei Balletti russi fino alla spinta in senso più "formale" di George Balanchine, e comunque a forme di danza teatrale che utilizzano movimenti del corpo riconducibili alla tecnica accademica della danza classica.

## Storia del balletto

### Il Rinascimento: la nascita del balletto

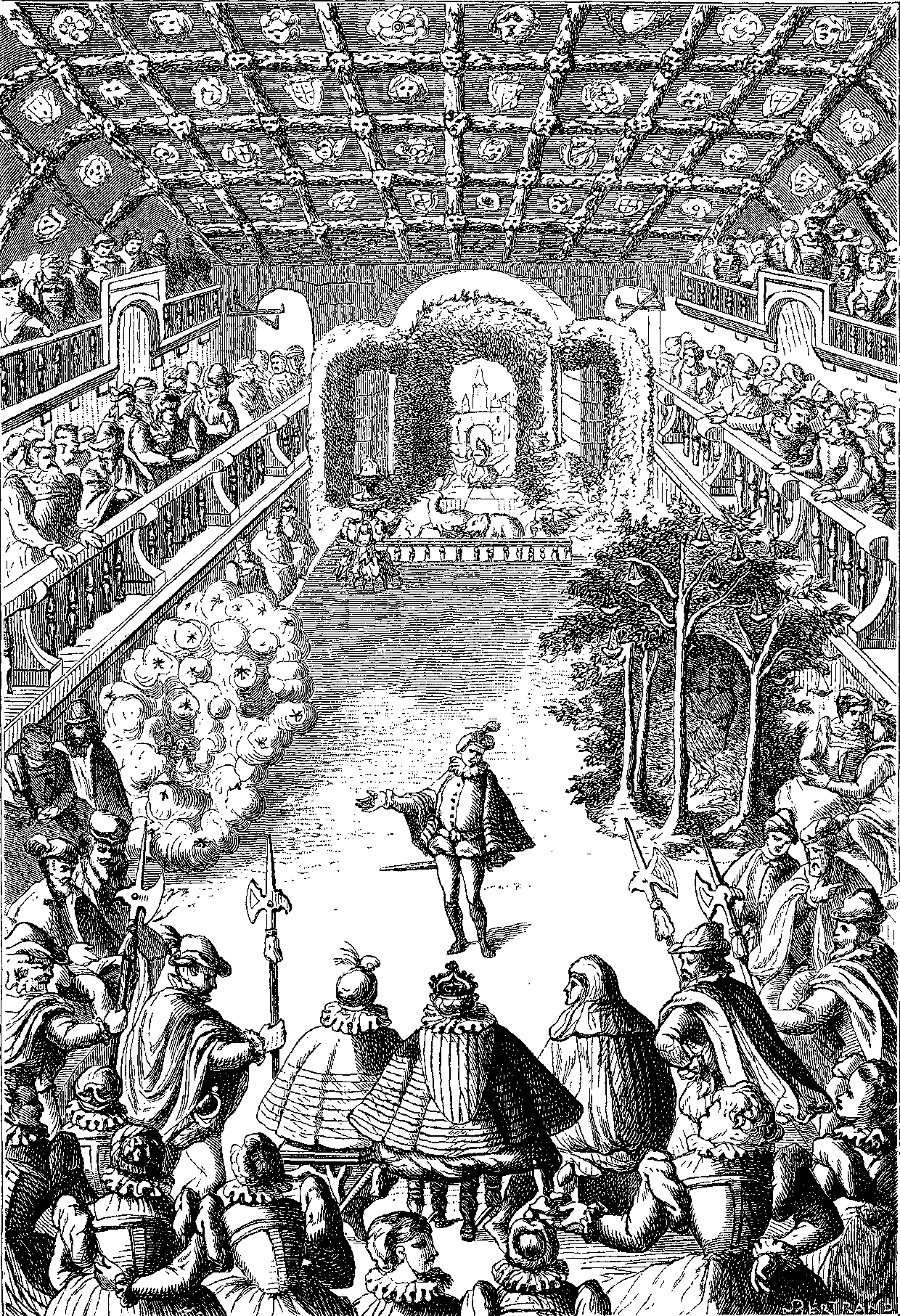
Incisione che raffigura il Ballet Comique de la Reine di Baldassarre Baltazarini da Belgioioso (1581). Museo del Louvre (folio, Paris, Mamert Patisson, 1582.)

Il fiorire dei commerci, l'affinarsi delle tecniche, il nuovo interesse per la cultura scaturito dall'Umanesimo provocarono nell'Italia di inizio 1400 un fiorire delle arti presso le corti nobiliari. Mentre presso le corti medioevali il prestigio era dettato dal potere militare e dai possedimenti, diventò ora importante per la classe dominante dimostrare la propria eccellenza e trasformare la corte nel teatro dove mettere in scena il proprio splendore.
In particolare le feste di corte diventarono sempre più sfarzose e fantasiose, includendo spesso anche rappresentazioni danzate nelle quali però i danzatori non erano professionisti ma nobili di corte che danzavano per piacere e dovere sociale.

In questi anni, caratterizzati da una massiccia codificazione di tutte le arti, comparve nelle corti italiane un nuovo personaggio: il maestro e teorico di danza. Alcuni nomi sono giunti a noi grazie agli scritti conservati presso le biblioteche, come Domenico da Piacenza, e i suoi allievi Antonio Cornazano (pure attivo fra Piacenza e Ferrara) e Guglielmo Ebreo da Pesaro (conosciuto anche come Giovanni Ambrogio), accomunati da una stessa visione teorica e da una stessa terminologia, tanto da poter parlare di una primitiva scuola italiana (la "scuola lombarda") che stabilisce per prima le regole tecniche, l'estetica, l'etica del danzatore:
(Guglielmo Ebreo da Pesaro, De pratica seu arte tripudii)
Siamo di fronte a trattati sicuramente troppo complessi per un pubblico aristocratico, e presumibilmente destinati alla formazione di maestri di danza, una professione quindi già fortemente richiesta dalle corti del primo Rinascimento.

#### Dal ballo nobile alla danza teatrale
Domenico nel suo trattato De arte saltandi et choreas ducendi operava una prima distinzione fra bassa danza e ballo, la prima (distinguibile in bassadanza propriamente detta e quaternaria) eseguita con una tecnica che evita i salti, a contatto con il suolo e caratterizzata da un incedere grave e dal portamento nobile, il secondo (rapido e identificato da saltarello e piva) con salti e variazioni più dinamiche. Tale distinzione sarà poi ripresa, sottolineata e chiarita dal Cornazano:
(Antonio Cornazano, Libro sull'arte del danzare)
Eseguita a partire dal XIII secolo e rimasta in voga fino alla metà del Cinquecento in Francia, la bassadanza è considerata dai trattatisti quattrocenteschi come termine di paragone per ogni altra danza. Ed è probabilmente da un passo derivato dalla bassadanza, il brando, congiuntamente alla moresca – danza guerresca di derivazione spagnola –, entrambe citate da Baldassarre Castiglione nel suo Il Cortegiano a proposito degli intermezzi di uno spettacolo rappresentato alla corte di Urbino nel 1513, che la danza cominciò ad affrancarsi dall'ambito del ballo nobiliare per divenire arte spettacolare.
Il termine balletto si comincia a usare in Italia al posto di ballo agli inizi del Cinquecento. Una prima testimonianza di messa in scena di uno spettacolo danzato legato ad un tema unitario si trova poi sempre in Italia, messo in scena durante il banchetto di nozze fra Gian Galeazzo Maria Sforza e Isabella d'Aragona nel 1489 a Tortona. La rappresentazione allegorica, realizzata a cura di Bergonzio Botta e dedicata alla esaltazione dell'amore coniugale, prende il nome di balletto conviviale e verrà imitata in molte altre corti negli anni successivi.
Le origini del balletto in Francia sono legate alla nascita del ballet de cour ad opera dell'italiano Baldassarre Baltazarini da Belgioioso. I maggiori balli in uso nel XVI secolo in Francia e in altri paesi europei sono stati accuratamente descritti nel 1589 da Thoinot Arbeau (pseudonimo di Jean Tabourot) nel suo trattato Orchésographie. Appartiene al genere delle mascherate il Bal des ardents organizzato da Carlo VI nel 1393, un particolare tipo di corteo messo in scena da nobili travestiti da personaggi storici o mitologici. Le cronache riportano che in occasione del matrimonio del duca di Vermandois il re stesso aveva messo in scena un ballo, assieme a quattro amici tutti travestiti da «uomini selvaggi», indossando costumi ricoperti di fiocchi di lino cardato; essendosi avvicinati troppo al fuoco di una torcia, i danzatori si erano trasformati all'istante in torce umane, e solo il re fu salvato dal rogo grazie al pronto intervento di una dama che con la propria gonna spense le fiamme.
In Inghilterra lo sviluppo della danza teatrale pare essere invece legato alle Masque, danze mascherate che si svolgevano durante i balli reali con la partecipazione degli stessi sovrani e che comprendevano danze, canti e recite di poesie secondo programmi e testi predefiniti (Ben Johnson all'inizio del Seicento fu autore di alcune Masque).
Parallelamente in campo musicale si assiste ad un graduale affrancamento della musica strumentale dal canto, e questa trasformazione influenza non poco anche i modi della danza che non più guidata dalle parole può divenire ritmica e sviluppare una poetica indipendente e una espressività nuova con il corpo in primo piano.
Un segno evidente della grande trasformazione che avviene nelle rappresentazioni danzate in questo periodo è la nascita delle prime "scuole di ballo nobile", scaturita anche dalla ampia diffusione dei primi trattati sulla tecnica di cui abbiamo detto sopra e dalla richiesta proveniente inizialmente dagli stessi principi e gentiluomini per non sfigurare a corte. La prima grande scuola per ballerini, venne fondata all'inizio del Cinquecento da Pompeo Diobono: da qui usciranno Ludovico Paluello, Bernardo Tetoni, Baldassarre Baltazarini da Belgioioso, Cesare Negri. Dalle scuole italiane cominciarono poi a diffondersi in tutta Europa maestri di Ballo nobile che si stabilirono presso le principali corti europee, dando inizio ad un irraggiamento delle conoscenze tecniche e teoriche di danza che non si arresterà per i successivi quattro secoli.
Nel 1602 Cesare Negri, ormai anziano, pubblicherà nel suo Le Gratie d'amore (poi ripubblicato nel 1604 col titolo Nuove inventioni di Balli) le prime norme stilistiche che si ritrovano tuttora ripetute nella tecnica accademica, fra cui la base delle cinque posizioni e l'impostazione con i piedi in fuori.

#### Il balletto di corte (Ballet de cour)
Caterina de' Medici, un membro della signoria di Firenze, divenne regina di Francia nel 1547 sposando il re Enrico II, ed introdusse in Francia gli stessi spettacoli che aveva conosciuto in Italia. Questi spettacoli erano allestiti da Baldassarre Baltazarini da Belgioioso ((FR)  Baltasar de Beaujoyeulx) un musicista molto dotato. Egli era stato chiamato dall'Italia per diventare maestro di musica dei figli del re in Francia.

Gli storici del balletto considerano uno degli spettacoli di Belgioioso, il Ballet Comique de la Reine (orig. Balet comique de la Royne), come primo vero balletto. Era uno spettacolo sontuoso che durava circa cinque ore e mezza, rappresentato la prima volta il 15 ottobre 1581 in onore del matrimonio fra il Duca di Joyeuse e Marguerite de Vaudemont, sorella della regina. Il balletto raccontava del mito antico di Circe che aveva il potere di trasformare gli uomini in bestie e includeva musica strumentale, canto, lettura di versi, danza e in cui gli stessi nobili di corte presero parte alla rappresentazione. Poiché la tecnica di danza era estremamente limitata, Baltazarini dovette ripiegare su costumi spettacolari e grandi scenografie per impressionare il pubblico. Per essere sicuro che la gente capisse la storia, egli fece distribuire copie dei versi usati nel balletto. Il balletto fu un successo enorme e fu molto imitato nelle altre corti d'Europa.
Spettacoli coreografici vennero poi rappresentati di frequente anche alla corte di Enrico III di Francia, che era stato fra gli spettatori delle messe in scena di Baltazarini, ma al tema mitologico o allegorico veniva spesso preferita una forma più leggera, il ballet mascarade, in genere parodia mimata di fatti di attualità.
Pare che alcune creazioni siano poi state realizzate a scopi di propaganda dallo stesso cardinale Richelieu, come ad esempio il Ballet de quatre monarchies chrétiennes (1635) e il Ballet de la prosperité des armes de France (1641), il che testimonia la popolarità già raggiunta allora dal balletto.
In Italia la Corte dei Medici risultava ai tempi piuttosto attiva, sotto la guida del coreografo Angelo Ricci. Fra gli spettacoli, ispirati in genere a quei temi propri dell'Umanesimo che era stato fonte ispiratrice delle origini, si cominciarono a trovare sempre più spesso balletti con cavalli in scena, probabile eredità dei tornei medievali. Questo genere equestre verso la fine del Cinquecento trovò sempre più larga fortuna specie in Francia e a Vienna, oltreché Firenze. L'esempio più eclatante fu la messa in scena a Vienna nel 1667 di La contesa dell'aria e dell'acqua, a cura dell'italiano Alessandro Carducci.
A fianco di Firenze, anche Torino è particolarmente attiva attorno alla metà del Seicento, sotto la guida del conte Filippo d'Agliè di San Martino, autore di balletti e caroselli molto apprezzati anche in Francia.

### Il Seicento: lo sfarzo e lo splendore

#### La scena del balletto barocca
Agli splendori paesaggistici che architetti come Bernini e Borromini allestivano per la scenografia della Roma papale corrispondeva un gusto dominante per lo spettacolare anche nelle rappresentazioni teatrali.
Ancora Firenze era uno dei principali centri creativi e di sperimentazione, e qui a metà del Cinquecento si sperimentavano le prime scenografie mobili, che vennero ben presto migliorate e usate con grande successo determinando una esaltazione della scena a discapito della rappresentazione.
Gli scenografi teatrali italiani trionfarono in tutta Europa: Ferdinando Bibiena incantava Vienna, Giacomo Torelli prima e Gaspare Vigarani poi guidavano il gusto parigino, ma prima di loro Ludovico Burnacini con le fantastiche macchine teatrali allestite per le opere monteverdiane e gli sfarzosi costumi evocativi di terre lontane e di inferni ammonitori aveva inaugurato l'era barocca a teatro.
La danza in Italia restava quindi confinata al suo ruolo di intermezzo, in particolare all'interno del melodramma, non riuscendo a imporsi autonomamente.
La Francia parve invece preferire una sua strada ancora legata ad una danza lenta e solenne. I maestri italiani, dopo che Milano, il centro italiano della danza, venne conquistato nel 1515 dalle truppe di Francesco I, cominciarono a trasferirsi nel nord Europa. Su richiesta del re lo stesso Pompeo Diobono lasciò Milano nel 1554 per recarsi in Francia presso la corte di Enrico II prima, Carlo IX e Enrico III poi.

#### Luigi XIV: Il balletto reale

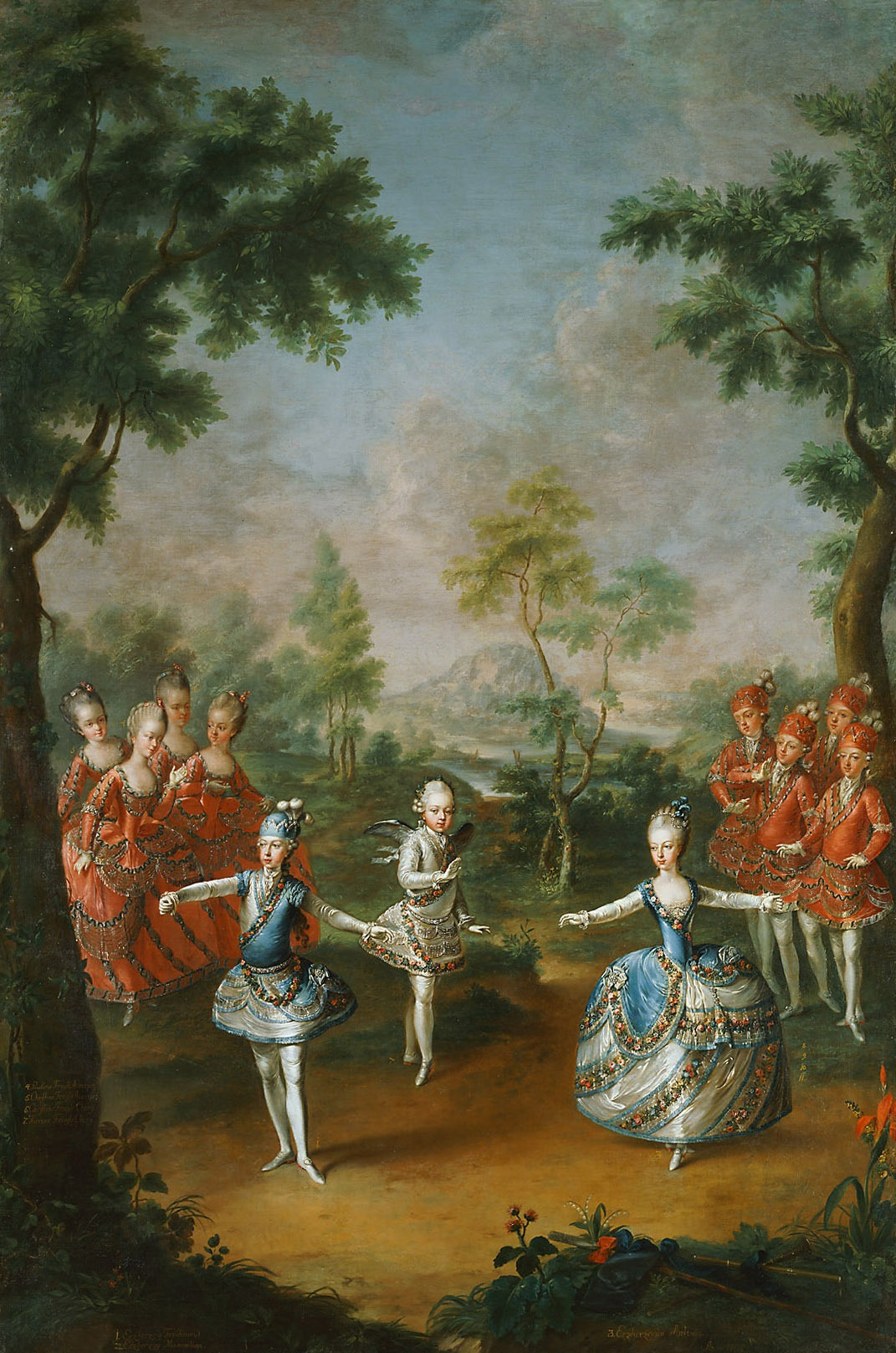
Il Trionfo d'Amore, musica da Gassman su libretto di Metastasio - Weikert (1745-1799).

Il Ballet Comique de la Reine sancì Parigi come capitale del mondo del balletto. Fu così quindi che il balletto, benché nato in Italia, divenne poi un'arte squisitamente francese.
Il grande sostenitore di quest'arte fu re Luigi XIV (1638-1715) detto Re Sole. Egli amava molto danzare e prendeva parte ai balletti dati dalla sua corte ma si fermò quando il fisico gli impedì di continuare a danzare. Ancora oggi nella tecnica accademica esiste un passo da lui eseguito chiamato in suo onore Entrechat Royal.
Nel 1661 Luigi XIV fondò l'Accademia Reale di Danza con lo scopo di preparare ballerini che si esibissero per lui e la sua corte, dando così inizio alla prima accademia di danza dedicata alla formazione professionale dei ballerini. Seguendo l'esempio di Luigi XIV, in tutta Europa iniziarono a svilupparsi simili compagnie. Una di queste fu l'Accademia Imperiale del Balletto di San Pietroburgo, la cui scuola fu fondata nel 1738 e che diventerà nell'Ottocento la capitale mondiale del balletto classico grazie a maestri come Enrico Cecchetti e Marius Petipa.
I ballerini francesi diventarono così bravi che iniziarono ad esibirsi pubblicamente nei teatri. All'inizio tutti i danzatori erano uomini e le parti da donna venivano eseguite en trevesti. I danzatori del XVIII secolo erano coperti da maschere, indossavano grosse parrucche e scarpe col tacco. Le donne indossavano gonne larghe e lunghe, strette nei loro corpetti. Le due migliori ballerine francesi dell'epoca, Marie Camargo e Marie Sallé rivoluzionarono il mondo della danza, introducendo scarpe senza tacco, accorciando le gonne rendendole meno ingrombranti e abbandonando le maschere.

#### La riforma del balletto: il "ballet d'action"
Nella seconda metà del Settecento, il francese Jean-Georges Noverre e l'italiano Gasparo Angiolini elaborarono e teorizzarono una profonda riforma del balletto, diretta a emancipare la danza dalle altre forme sceniche (canto e declamazione), alle quali era sempre collegata (e subordinata) negli spettacoli teatrali, e ad affidare ai balletti il compito di narrare autonomamente delle vicende drammatiche, con l'espressività dei gesti danzati e il ricorso alla pantomima.

### Il balletto romantico
Il Romanticismo fu una corrente artistico-letteraria che si diffuse in tutta l'Europa in maniera uniforme a partire da Regno Unito e Germania. Chi si riconosceva nel movimento romantico dichiarava una ribellione alle regole del classicismo antico, in particolare come reazione al manierismo caratteristico del Settecento, dichiarando l'intenzione di indagare più profondamente nell'animo umano. Da qui una grande attenzione per l'occulto, la magia, il soprannaturale, l'esotico, il distante nel tempo e nello spazio. La Francia, e in particolare il Teatro de l'Opéra di Parigi, divenne il luogo d'eccellenza del balletto, fungendo da esempio per il resto dell'Europa. Fu in Francia infatti che venne creato il balletto considerato punto di partenza del romanticismo nella danza: La Sylphide danzato da Maria Taglioni su coreografie del padre Filippo Taglioni (1832). La trama rifletteva in pieno i temi cari al romanticismo: l'amore impossibile tra un uomo e uno spirito, l'ambientazione in Scozia, magie e spiriti danzanti (le silfidi appunto).
La Sylphide diventò il prototipo di molti altri balletti basati sullo stesso tema tra i quali il più celebrato fu Giselle (1841), che immortalò un'altra grande ballerina, Carlotta Grisi, e si distinse per il libretto creato da Théophile Gautier e le musiche composte da Adolphe Adam.
Il pubblico accorreva a questi balletti grazie anche alla curiosità generata dai nuovi costumi teatrali e dalle nuove tecniche di danza.

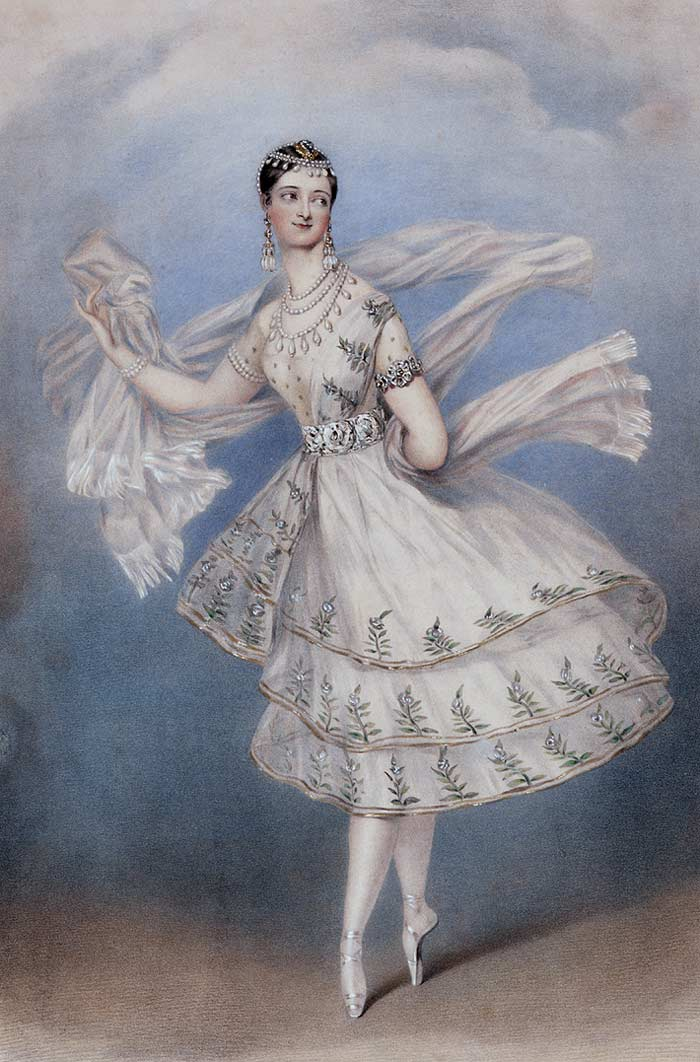
La Bayadère.

Le gonne diventavano più leggere e più corte, si usavano le scarpe da punta per sottolineare il distacco della ballerina dal mondo terreno e apparve il tutù (inventato da Eugéne Lamy proprio per La Sylphide).
La danza maschile perse gradualmente la sua supremazia.
Vennero creati ruoli incentrati sulla ballerina eterea e romantica, le donne dominavano la scena, gli uomini furono messi in ombra e relegati al ruolo di partner, diventando semplici porteur. Spesso i ruoli maschili venivano interpretati da danzatrici en travesti, come ad esempio accadde per il ruolo di Franz nella prima rappresentazione di Coppélia (1870).
Alla fine dell'Ottocento, il ruolo de l'Opéra di Parigi perse il predominio e il balletto romantico rinacque a nuova vita e in tutto il suo fasto nelle creazioni dei grandi balletti narrativi di Marius Petipa, coreografo dei Balletti Imperiali presso la corte russa. Questi balletti, capisaldi della danza arrivati fino ai giorni nostri, trattano di racconti fiabeschi, fantastici o esotici, come Il lago dei cigni, La bella addormentata, Lo schiaccianoci (tutti con la musica di Pëtr Il'ič Čajkovskij), o come La Bayadère (musica di Ludwig Minkus).

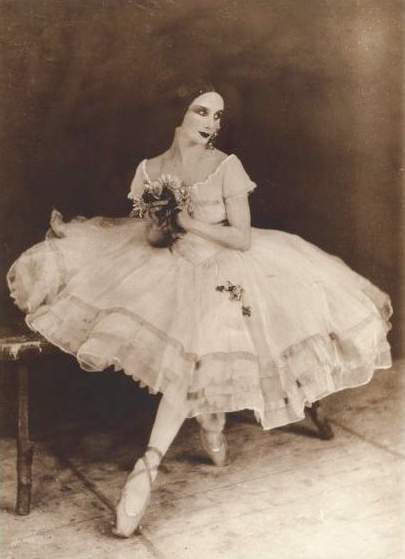
Anna Pavlova interpreta Giselle, primi decenni del XX secolo.

### Il balletto imperiale russo
La nascita del balletto russo coincide con la fondazione dell'Accademia di Danza presso il Teatro Mariinskij di San Pietroburgo nel 1738, diretta dal Maestro francese Jean-Baptiste Landé durante il regno della zarina Anna di Russia (1693-1740). 	
Quando, nel 1762, Caterina la Grande salì al trono, la sua festa per l'incoronazione fu un imponente spettacolo di danza per il quale furono impiegate circa 4000 persone. Vennero invitati dall'Italia e dalla Francia maestri di balletto per organizzare l'evento. 	
Caterina II contribuì in maniera determinante allo sviluppo della danza in Russia. Chiamò i migliori coreografi dall'Europa ad insegnare nell'accademia. Il primo di questi fu Charles Didelot, nato in Svezia ma educato in Francia. Insegnò a San Pietroburgo dal 1801 al 1811 e dal 1816 al 1837. Poi fu la volta di Jules Perrot da Parigi che restò in Russia dal 1851 al 1858. A lui succedette Arthur Saint-Léon dal 1859 al 1869. 	
Fu poi la volta del maestro dei maestri, il francese Marius Petipa che diresse i balletti imperiali per circa un trentennio creando i più grandi capolavori della storia del balletto tra cui: La bella addormentata (1890), Il lago dei cigni (1895, in collaborazione con Lev Ivanov) e Lo schiaccianoci (1892), la cui coreografia si deve però a Lev Ivanov.
Figlia di tutto ciò è anche una tra le più prestigiose scuole di balletto della Russia: la scuola del Teatro Bol'šoj di Mosca.

### Il balletto nel XX secolo
Petipa creò più di 50 coreografie per i Balletti Imperiali. Alla fine la sua formula rischiava di esaurirsi e di diventare un vuoto contenitore per dimostrare la bravura della ballerina o del ballerino.
Nel 1909, un impresario russo che non sapeva nulla di danza ma molto di come si produceva uno spettacolo di successo, Sergej Djagilev, fondò i Balletti russi nei quali l'unione di pittura, musica e danza costituiva l'elemento portante.
I Balletti russi spopolarono in Europa e misero in luce personalità della danza importantissime quali: Anna Pavlova (ballerina), Vaclav Nižinskij (ballerino e coreografo), Michel Fokine (primo coreografo della compagnia), George Balanchine che influenzerà in modo determinante la danza classica americana.
La compagnia si sciolse alla morte di Djagilev nel 1929. I danzatori e i coreografi si unirono ad altre compagnie in molte parti del mondo influenzando il balletto in modo determinante ovunque essi andassero.

## Terminologia

### Passo d'addio
Nella tradizione italiana del balletto, Passo d'addio è detto il saggio finale degli allievi che lasciano la scuola di danza, oppure per i Ballerini che vengono licenziati da un grande teatro.